# Amado (Arizona)
Amado es un lugar designado por el censo ubicado en el condado de Santa Cruz en el estado estadounidense de Arizona. En el Censo de 2010 tenía una población de 295 habitantes y una densidad poblacional de 21,59 personas por km².

## Geografía
Amado se encuentra ubicado en las coordenadas 31°41′51″N 111°3′39″O / 31.69750, -111.06083. Según la Oficina del Censo de los Estados Unidos, Amado tiene una superficie total de 13.66 km², de la cual 13.62 km² corresponden a tierra firme y (0.32%) 0.04 km² es agua.

## Demografía
Según el censo de 2010, había 295 personas residiendo en Amado. La densidad de población era de 21,59 hab./km². De los 295 habitantes, Amado estaba compuesto por el 67.12% blancos, el 0.68% eran afroamericanos, el 3.39% eran amerindios, el 0.68% eran asiáticos, el 0% eran isleños del Pacífico, el 22.71% eran de otras razas y el 5.42% pertenecían a dos o más razas. Del total de la población el 48.47% eran hispanos o latinos de cualquier raza.